# Roman Klonek
Roman Klonek (* 1969 in Katowice, Polen) ist ein Illustrator und Druckgrafiker, er zählt zu den international bekannten Vertretern der zeitgenössischen Druckgrafik in Deutschland.

## Leben
Roman Kloneks Familie kam in den 1970er Jahren aus Polen in die Bundesrepublik, er wuchs in Hannover auf. 1993 bis 1999 studierte Klonek Visuelle Kommunikation (Schwerpunkt Druckgrafik) an der Fachhochschule Düsseldorf, ergänzt durch ein Stipendium für Holzdruck an der Kunstakademie Trier. Während des Studiums gründete er mit Freunden die Künstlergruppe „Tapezisten“ und das Grafik-Fanzine „Herrensahne“, zusammen mit Tobi Dahmen, Leo Leowald, u. a. Seit Abschluss des Diploms arbeitet Klonek als freier Künstler und Grafiker. 2001 bis 2008 war Klonek Mitorganisator der Düsseldorfer „Galerie Revolver“. Er gibt regelmäßig Holzschnitt-Workhops an Grafikhochschulen und war mehrmals Teilnehmer beim Festival für Charakterdesign „Pictoplasma“. 2012 hatte Klonek eine Gastprofessur an der Fachhochschule Mainz. Roman Klonek lebt und arbeitet in Düsseldorf.

## Schaffen
Roman Klonek nennt als Einfluss polnische, russische und tschechische Trickfilme der 1970er Jahre, aber auch aktuelle amerikanische und japanische Grafiker. Als Vorbilder erwähnte er in einem Interview Frank Kozik, Yoshitomo Nara, Takashi Murakami, Raymond Pettibon, Gary Baseman und Zdeněk Miler. Kloneks grafische Produktion bezieht sich vor allem auf mehrfarbige Holzdrucke. Er verwendet die Technik des „verlorenen Schnitts“, bei dem der Druckstock nur einmal verwendet werden kann. Klonek produziert rund 20 Holzschnittmotive pro Jahr, eigenhändig gedruckt in Auflagen von bis zu zehn Stück. Kloneks Holzschnitte werden auf Ausstellungen in Deutschland und zunehmend auch international gezeigt, zuletzt in Oslo, London und São Paulo. Klonek macht Auftragszeichnungen für Zeitschriften und Zeitungen (WIRED, New York Times, San Francisco Chronicle) sowie für Auftraggeber aus der Werbung.

## Werke
Rund 300 Holzschnitte von Roman Klonek aus den Jahren 2004 bis 2021 sind auf seiner Webseite gezeigt. 2021 erschien ein umfassender Katalog seines Werkes: Roman Klonek: Woodcut Vibes, Karlsruhe (slanted).

## Einzelausstellungen (Auswahl)
- 2019 „True cuts“, Whitegrid Gallery, Berlin
- 2018 „Wood ction“ Imago Kunstverein, Wedenmark
- 2017 „Imaginary friends“ Goethe Gallery/Blackbox, Hong Kong
- 2016 „In the rough“, Oberwelt eV, Stuttgart
- 2015 „OVER HERE/OVER THERE“, Gallery Oxholm, København
- 2014 „Comicuts 3“, Jörg Heitsch Galerie, München
- 2013 „Out of the woods“, Feinkunst Krüger, Hamburg
- 2012 „Crudely Printed“, Elefant Art Space, Hamburg
- 2011 „Some More Wooden Snake Tales“, Galerie Slowboy, Düsseldorf
- 2009 „Flux Gate Kasachok“, Kemistry Gallery, London
- 2009 „Permanent Gastrolli“, Galerie Slowboy, Düsseldorf
- 2008 „Hobnobbing Zmirkies“, McCaig-Welles Gallery, New York
- 2007 „Quest“, Castor & Pollux, Brighton
- 2006 „Nzuza & Pumpi as: Bigos & Flaczki“, Ill Galleries, Berlin
- 2005 „Spill the beans Mr. Bone“, Galerie Kurt im Hirsch, Berlin
- 2003 „Yolk & Friends“, Galerie Fruchtig, Frankfurt
- 2002 „Holzschnitte“, Galerie Revolver, Düsseldorf

## Gruppenausstellungen (Auswahl)
- 2019 „Dialog in Yinchuan“, Museum of Contemporary Art in Yinchuan, China
- 2019 „Cut2“, Galerie Oben und Vorn, Eupen, Belgien
- 2018 „Magic colors“, Jörg Heitsch Galerie, München
- 2017 „Something strange in the neighborhood“, Feinkunst Krüger, Hamburg
- 2017 „Ghosttown“, Galerie Pi, København
- 2016 „Mensch Tier Wir“, Aenfaust Galerie, Hamburg
- 2015 „Cut“, Kulturforum Alte Post, Neuss
- 2014 „Krautrock“, Galerie Pretty Portal, Düsseldorf
- 2013 „Märchen“, Jörg Heitsch Galerie, München
- 2013 „Buddy System Invitational“, Breeze Block Gallery, Portland, USA
- 2012 „Urban Expo 2012“, Galerie Pretty Portal, Düsseldorf
- 2012 „Papp 2.0“, Galerie DogA, Norwegian centre for architecture and design, Oslo
- 2012 „Comicuts 2“, Jörg Heitsch Galerie, München
- 2012 „Phantasmagoria“, Forman's Smokehouse Gallery, London
- 2012 „Oniric“, Galerie MondoPop, Rom
- 2011 „Printshoq“, Galerie Choque Cultural, São Paulo
- 2011 „Marco Wagner Roman Klonek“, Galerie Neongolden, Wiesbaden
- 2011 „Spieltrieb“, Aaber Artspace + Jörg Heitsch Galerie, München
- 2010 „Speedy Wonderland“, Factory Fresh, New York (mit Jim Avignon)
- 2010 „MCD Lab Blinddate Berlin“, Serralheria, São Paulo
- 2010 „MCD Lab Blinddate Berlin“, Galerie Luciano Martins, Florianopolis
- 2010 „Schaf mit fünf Pfoten“, Mousonturm, Frankfurt
- 2009 „International Print Triennial“, Kraków
- 2009 „Comicuts“, Jörg Heitsch Galerie, München
- 2009 „Who is afraid of friendly capitalism?“ Heliumcowboy Artspace, Hamburg
- 2009 „Russen“, Galerie Rotopol, Kassel
- 2008 „Super grand prix! Un Hypermarché spécial“, Mousonturm, Frankfurt
- 2007 „Friendly Capitalism goes Fumetto“, Fumetto Comix-Festival, Luzern
- 2005 „XIV. Deutsche internationale Grafik-Triennale“, Frechen
- 2005 „Incredible Hot Season“, Incredible Hot Season Artspace, New York
- 2004 „Who is afraid of friendly capitalism?“, Haus Schwarzenberg, Berlin
- 2002 „Holzschnitt heute“, Stiftung Kunst, Kultur und Bildung der Kreissparkasse Ludwigsburg
- 2001 „Ich bin kein Symbol“, Staatliche Kunsthalle Baden-Baden
- 2000 „Der mumifizierte Wohnwagen“, Filmwerkstatt Düsseldorf
- 1999 „Alles muß raus“, Galerie Arterie, Hamburg